# Embarsundsleden
Embarsundsleden (på kartan Leden) är en långsmal småbåtsfarled genom norra delen av Föglö kommun på Åland. Den är ungefär tio kilometer i öst–västlig riktning och skiljer kommundelen Vargskär från resten av Föglö. Farleden sträcker sig mellan ön Gåsholmen vid Sottungafjärden i öster till ön Sandön vid Hässlöfjärden i väster. 
Embarsundsleden har sitt namn efter ett smalt sund, Embarsund, som passeras i farleden. Sundet har också gett namn åt Embarsundsfärjan, en vajerfärja som korsar farleden ett stycke väster om det smala sundet.
Embarsundsleden är en popular segelled framför allt för båtturister som kommer österifrån till Åland. Det har förekommit planer på att bygga bro över leden, vilket väckt protester från seglare.
I äldre tider var farleden en viktig segelrutt mellan Sverige och Finland, men landhöjningen har gjort den grundare samtidigt som tonnaget blivit större. Numera går den stora farleden norr om Föglö.